# Hårförlängning
Hårförlängning (engelska: hair extensions eller bara extensions) innebär att man genom att fästa någon form av löshår förändrar frisyren hos en person, vanligen med syfte att få håret att se fylligare eller längre ut. Det vanligaste löshårsmaterialet är troligen syntetiskt hår som tvinnas till dreadlocks, flätas eller bara hänger löst i håret för att ge det mer volym eller längd. Oftast flätar man in materialet. Ibland används dock mikroringar, små ringar som fäster löshåret i det egna håret. Det förekommer också att man limmar in håret eller syr fast det. Modern teknik och kvalitet gör att löshåret som sätts fast under det vanliga håret kan bli mycket naturtroget.
Hårförlängning blev populärt på 1980-talet. Inom cyber- och ravesubkulturer förekommer ofta flera varianter av hårförlängningar som exempelvis tubing, rexlaces och cyberlox. Cyberlox uppkomst härstammar från ett speciellt presentsnöre. 